# Hirschbach, Niederösterreich
Hirschbach är en ort och kommun  i Österrike. Den ligger i distriktet Gmünd i förbundslandet Niederösterreich,  i den nordöstra delen av landet, 110 km nordväst om huvudstaden Wien. 
Kommunen består av två orter (Ortschaften) (inom parentes invånarantal 1 januari 2024):
- Hirschbach (529)
- Stölzles (58)